# Нитьянанда
Нитьяна́нда (бенг. শ্রী নিত্যানন্দ, IAST: Nityānanda 1474—1541) — один из основоположников гаудия-вайшнавской традиции индуизма, где он считается аватарой Баларамы — вечного брата и друга Кришны, и является одной из пяти ипостасей Панча-таттвы. В гаудия-вайшнавизме Нитьянанда рассматривается как самое милостивое воплощение Бога.
Несмотря на внешнюю ясность своего философского кредо и своей жизненной позиции, Нитьянанда был одновременно одной из самых загадочных фигур среди сподвижников Чайтаньи Махапрабху. Вместе их часто упоминают как Га́ура-Нита́й (Гаура, «золотой» — другое имя Чайтаньи, Нитай — краткая форма от Нитьянанда) или как Нима́й-Нита́й (Нимай — другое имя Чайтаньи). Последователи часто называют Нитьянанду Прабху́ Нитьянанда или Нитьянанда Ра́ма.
Деятельность и учение Чайтаньи и Нитьянанды оставили глубокие следы в культурной и религиозной жизни Бенгалии и Ориссы. Им приписывается заслуга возрождения индуизма в Восточной Индии, сильно пострадавшего от кастовых предрассудков, которые они осуждали и отвергали. Большая часть вайшнавской литературы XVI — XVII веков, которая рассматривается как великое культурное и духовное наследие Индии, была написана их учениками.
Чайтанья и Нитьянанда возродили древнюю традицию бхакти (путь служения Богу с любовью и преданностью) и положили начало всемирному духовному движению, известному ныне как «Харе Кришна».

## Жизнеописание

### Рождение
Нитьянанда родился в 1474 году в той части Индии, которую называют Радхадеша (земля Радхи), в маленькой деревне Экачакра, что в Бенгалии. По другой версии, Нитьянанда был старше Чайтаньи всего на год, то есть он родился в 1485 году. Нитай был старшим и впоследствии, после того как его младший брат исчез, единственным сыном в семье Хадай Пандита и Падмавати Деви. В агиографиях Нитьянанды описывается, что с момента его рождения в Радхадеше проявились все благоприятные знаки. Голод, бедность и несчастья тут же исчезли.
Описывается, что с младенческого возраста он был спокоен, очень разумен и наделён высочайшими качествами, он был в миллионы раз красивее Купидона. В «Чайтанья-бхагавате», книге авторства Вриндаваны Дасы, повествующей о жизни Нитьянанды говорится:
По приказу Гаура-Кришны (Чайтаньи), Нитьянанда явился как Луна из моря лона Падмавати, жены Хадая Оджи. И, словно восходящая луна, он рассеял тьму, покрывающую землю Радхи, своим благоприятным явлением.

### Детские годы
В той же книге описывается, что в детстве Нитай проявил большой талант в воспевании вайшнавских бхаджанов. Одним из его основных занятий было разыгрывание с дружками сцен из божественных лил Кришны, Рамы, Ваманы и других аватар Вишну. Однажды они играли в собрание девов, которые хотели просить Вишну об избавлении Земли от бремени зла. Нитьянанда, вместе с мальчиком, игравшим роль Земли, и с другими детьми пошёл на берег Ганги. Там он обратился к Кширодакашаи-Вишну, который возлежит в космическом Молочном Океане. В это время один из детей, игравший роль Вишну, невидимый для других детей, произнёс торжественно и громогласно: «Я обязательно низойду на Землю, явившись в Голоке Матхуре, и облегчу её бремя».
Однажды Нитай и его друзья собрались в деревне, чтобы отпраздновать «свадьбу» Васудевы и Деваки. В другой раз они, для своих игр, превратили какое-то помещение в тюрьму Камсы, и Нитай разыграл божественное явление Кришны в ночной тьме. Нитьянанда построил пастуший посёлок, принёс туда Кришну и обманул Камсу, заменив Кришну в тюрьме Йогамайей.
Его друзья никогда с ним не расставались, они, не возвращаясь по домам, день и ночь играли вместе с Нитьянандой. Видя его детские игры, все говорили: «Мы никогда не видели такой удивительной игры. Как это возможно, чтобы этот ребёнок выучил всё, что делал Кришна».
В другой раз Нитьянанда повёл детей в пальмовую рощу, где они играли, убивая демона Дхенукасуру и вкушая финики.
Нитьянанда часто уходил на пастбища и играл там с детьми. Домой Нитьянанда и дети возвращались к обеду, трубя в буйволиные рожки.
Построив копию Матхуры, он скитался по ней вместе с мальчиками. Одни мальчики стали делать гирлянды, а другие — эти гирлянды носить. Таким образом, игры маленького Нитая смешили и радовали жителей Экачакры.
Нитьянанда имитировал в своих играх духовные лилы всех аватар Бога. Однажды Нитьянанда играл Ваману, а другой ребёнок — Бали Махараджа. Нитьянанда обманул его, и тот дал ему три мира в качестве подаяния, а ещё один ребёнок, одетый стариком, играл роль Шукрачарьи и запретил давать такой подарок. Потом Нитьянанда в роли Ваманы, приняв дары Бали, поставил свою стопу на голову того ребёнка.
Однажды Нитай играл, что сооружает мост из деревьев и камней через океан, а все дети играли роль солдат-обезьян. Он рубил растения на веранде и бросал их в воду, как будто бы это были гигантские деревья, а дети кричали: «Джая Рама! Джая Рагхунатха! Победа Раме! Победа Господу династии Рагху!»
Нитьянанда лично играл роль Лакшмана, с луком в руке он прошёл свой путь к дворцу Сугривы, весь в гневе, и сказал: «Ты, мерзкая обезьяна! Мой Господь Рама терпит бедствие из-за того, что ты вытворяешь. Мой господин опечален и ждёт на горе Мальяван. А ты, противная обезьяна, забавляешься тут с женщинами! Если хочешь жить, дуй к Раме чем быстрей, тем лучше, и помоги ему».
Некоторые из детей бродили как пять обезьян и, играя роль Лакшмана, Нитьянанда спрашивал: «Кто вы, обезьяны, скитающиеся по лесу? Ответьте мне! Я слуга Рагхунатхи!»
Они отвечали: «Мы скитаемся здесь из-за страха перед Бали. Приведи нас к Раме! Мы посыплем пылью с твоих стоп свои головы». Сердечно их обняв, он вёл их к своему хозяину и склонялся перед стопами Рамы, падая, как палка. В роли Лакшмана Нитьянанда однажды был избит Индраджитом. На другой день он сыграл «убийство» Индраджита. Заставив одного мальчика играть роль Вибхишаны, он привёл Вибихшану к Раме и утвердил его на посту царя Ланки.
Другой ребёнок кричал: «Посмотрите! Вот я иду как Равана. Остерегайтесь стрел из моего лука. Пусть Лакшман защитит вас, если сможет». С этими словами мальчик, игравший роль Раваны, швырял цветком лотоса в Нитьянанду, который падал без чувств на землю, словно побеждённый.
Упав в обморок, Нитьянанда не поднимался. Хотя мальчики по-всякому пытались его поднять, Нитьянанда не выказывал никаких признаков жизни. Дети хватались за голову, плача навзрыд. Слыша их плач, отец и мать Нитьянанды поспешили к месту происшествия. Увидев, что их дитя лежит без признаков жизни, оба без чувств упали на землю.
Все жители деревни собрались и изумлённо уставились на происходящее. Кто-то из толпы сказал: «Мальчик просто играет свою роль. Как только Хануман принесёт лекарство и даст его мальчику, он придёт в себя».
Так Нитьянанда разыгрывал различные развлечения Кришны, явленные им в Двапара-югу. В таких играх, Нитьянанда провёл двенадцать лет.
Описывается, что в тот день, когда Чайтанья родился в Навадвипе, Нитьянанда стал кричать от радости. Вся вселенная была пронизана его криком и весь мир изумился. Некоторые предположили, что беспокойство было следствием какой-то божественной силы.

### Нитьянанда покидает дом
Однажды, когда Нитьянанде было 12 лет, к ним в дом зашёл странствующий монах-санньяси по имени Лакшмипати Тиртха. Отец Нитьянанды, Хадай Пандит, предложил санньяси любую вещь, которую тот пожелает. На что Лакшмипати Тиртха ответил, что ему нужен помощник и спутник в паломничестве по святым местам, и что Нитьянанда был самым подходящим кандидатом. Так как Хадай Пандит уже дал своё слово, он не мог теперь отказать странствующему монаху в его просьбе. Согласно другому мнению, этим санньяси был Мадхавендра Пури. Когда Нитьянанда и Лакшмипати Тиртха покинули дом, Хадай Пандит и его супруга поняли, что их сын уже никогда не вернется к ним. В великой скорби они проливали реки слёз, а затем Хадай Пандит вспомнил историю Махараджи Дашаратхи, отца Господа Рамачандры, который в свою очередь дал такое же обещание Вишвамитре Муни. Дашаратха так сильно страдал в разлуке со своим сыном, Рамой, что оставил тело, когда Рама был сослан в ссылку. Так Хадай Пандит понял, что всё свершившееся было предопределено волей Господа.

### Паломничество по святым местам
После этого Нитьянанда совершил паломничество по святым местам в Северной и Южной Индии, что заняло у него около восьми лет.
Сначала Нитьянанда посетил святое место, известное как Вакрешвара. Отсюда он продолжил в одиночку свой путь до рощи Вайдьянатхи. Посетив Гаю, он отправился в Варанаси, который считается обителью Шивы и где Ганга поворачивает на север. Нитьянанда преисполнился радости, когда увидел Гангу. В Варанаси он искупался в Ганге и с жаждой пил её воду. Он совершил утреннее омовение в Праяге в месяце Магха и оттуда отправился в Матхуру. Приняв омовение в водах Ямуны у Вишрама-гхата, Нитьянанда обошёл в вокруг холма Говардхана и прошёл через все двенадцать лесов Вриндавана.
Он посетил дом Нанды Махараджа в Гокуле и, усевшись в этом святом месте, плакал навзрыд, переполняемый чувствами. Выразив своё почтение Мадана-Гопалу, он отправился в Хастинапуру, дом Пандавов. Увидев место, где жили эти великие преданные Кришны, Нитьянанда не смог сдержать потока слёз. Он склонил свою голову, видя перед собой славу Баларамы в Хастинапуре, и закричал в сильном исступлении: «Пусть Баларама с плугом в руках освободит нас всех». Местные жители не могли ничего понять.
Потом Нитьянанда пошёл в Двараку, где принял омовение в океане. Он посетил Сиддхапуру, обитель Капилы, и в святом месте, известном, как Матсья-тиртха, раздал огромное количество варёного риса во время большого праздника. Нитьянанда посетил Шива-канчи и Вишну-канчи и смеялся при виде ссоры между последователями Вишну и последователями Шивы.
Он отправился на Курукшетру, Прити-дакшу, Биндху-саровару, Прабхасу и Сударшану-тиртху, а после посещения святой тиртхи Трита-купы пошёл в Нишалу и оттуда — к Брахма-тиртхе, а потом в Чакра-тиртху. Нитьянанда посетил Пратишроту, что находится рядом с рекой Сарасвати на Западе. Оттуда Нитьянанда путешествовал до Наймишараньи. После этого Нитьянанда продолжил свой путь к городу Айодхье и при виде святого места, где родился Рама, заплакал навзрыд. Во всех лесах, где Рама останавливался на несколько дней, Нитьянанда катался по земле, страдая от разлуки.
Он отправился на берег реки Сараю и омылся в её водах, а оттуда продолжил свой путь к Каушаки, и затем — к убежищу риши Пауластьи.
Совершив омовения о всех святых тиртхах рек Гомати, Гандхаки и Сомы, он взобрался на вершину горы Махендры, и, выразив там своё почтение Парашураме, продолжил свой путь в Харидвар. Затем он посетил Пампу, Бхима-рати и Сапта-годавари, после омовения в тиртхах Бенвы и Бхипаши.
После этого Нитьянанда пошёл к горе Шри, где живут Шива и Парвати в обликах брахмана и его жены. Оба они узнали своё любимое Божество, Нитьянанду, который путешествовал таким образом по святым местам, выдавая себя за бродягу. Оба они обрадовались, увидев своего гостя, и сама богиня Парвати своими собственными руками с радостью подала прасад Нитьянанде. Когда Шива и Парвати сердечно подносили еду Нитьянанде, он улыбнулся и почтительно склонился перед ними.
Говорится, что сокровенные беседы, которые они вели между собой, мог понять только сам Кришна. Покинув их обитель, Нитьянанда направился к Дравиде. Посетив Вьенкаттанатху, Камакошти-пури и Канч, он оказался у священной реки Кавери и оттуда пошёл к святому месту Шрирангаму, где остановился на некоторое время. Оттуда он направился в Хари-кшетру и посетил затем гору Ришабху. Потом он продолжил своё путешествие к Южной Матуре, Критамале, Тамрапарни, а затем отправился на север к Ямуне, где посетил обитель риши Агастьи на горе Малае.
Люди там были исполнены великой радости при виде Нитьянанды, который принимал их гостеприимство, и оттуда отправился в Бадарикашрам. Нитьянанда остался на некоторое время в обители Нара-Нараяны риши и провёл время в одиночестве. Оттуда он продолжил свой путь в обитель Вьясы, который узнал в Нитьянанде могучего Балараму. Перестав быть невидимым, Вьяса пригласил гостя, и Нитьянанда в почтении склонился перед ним. Затем Нитьянанда продолжил своё путешествие и отправился в обитель буддистов, где обнаружил их сидящими вместе. Он задал им вопрос, на который они не ответили. Разгневавшись на буддистов, Нитьянанда начал пинать их ногами. Буддисты со смехом убежали, и Нитьянанда продолжил своё паломничество.
Затем Нитьянанда появился в городе Каньякумари, и, посетив храм Дурги, отправился в Кералу, в город Ананты Тируванантапурам и оттуда — к пруду пяти танцующих апсар. После этого Нитьянанда посетил храм Шивы в Гокарне. Он шёл от двери к двери через Кералу и Тригартху продолжая свой путь к Нирбиндхье, Пайошни и Тапти.
Он посетил Реву, город Махисмати, и Малатиртху, а затем направился на запад, идя по пути Супаракхи. Описывается, что его тело выглядело слабым, потому что он был постоянно погружен в мысли о Кришне. Временами Нитьянанда смеялся, временами плакал. Такой путь проделал Нитьянанда, посещая святые тиртхи.

#### Встреча с Мадхавендрой Пури
Затем совершенно случайно он встретил Мадхавендру Пури. Чайтанья Махапрабху часто говорил, что Мадхавендра Пури — изначальный учитель чистой преданности.
Описывается, что тело Мадхавендры Пури переполняла божественная любовь к Кришне. Мадхавендру Пури сопровождали все его ученики, также исполненные Кришна-премы. Как только Нитьянанда увидел Мадхавендру Пури, он потерял сознание и упал недвижимо, сражённый божественной любовью. Как только Мадхавендра Пури увидел Нитьянанду, он тоже потерял внешнее сознание и позабыл об окружающем мире. При виде этого, Ишвара Пури и все остальные ученики Мадхавендры Пури зарыдали. Придя в сознание, Нитьянанда и Мадхавендра Пури, проливая слезы экстаза обняли друг друга. Они начали кататься по земле в экстазе божественной любви, и в ликовании выкрикивали слова радости. Описывается, что, не было конца проявлению их духовного экстаза, слёзы любви текли, словно реки, из их глаз, и волосы у них стояли дыбом. Мокрая от их слёз, Земля почувствовала, что она благословлена. Нитьянанда сказал: «Сегодня я полностью завершил все паломничества, которые когда-либо совершал, потому что сегодня мои глаза узрели святые стопы Мадхавендры Пури. Моя жизнь прославилась тем, что я стал свидетелем такой божественной любви, как у него».
Держа Нитьянанду в своих объятьях, Мадхавендра Пури, задыхаясь от божественной любви, не мог сказать в ответ ни слова. И, преисполненный радости, не хотел выпускать Нитьянанду из своих объятий.
Ишвара Пури, Брахмананда Пури и все другие ученики Мадхавендры Пури почувствовали, что их неумолимо влечёт к Нитьянанде. Хотя они и встречали множество отрёкшихся святых, они не видели в них такой любви к Кришне.
В течение многих дней Нитьянанда путешествовал в обществе Мадхавендры Пури, обсуждая с ним лилы Кришны. Говорится, что Мадхавендра Пури был настолько поглощён Кришной, что падал в обморок при виде тёмной тучи, которая напоминала ему цвет тела объекта его любви. День и ночь, опьяненный любовью к Кришне, он смеялся и плакал, проповедовал и бредил, или кричал от горя, как пьяница. Подобно Мадхавендре Пури, Нитьянанда, опьянённый нектаром сладости Кришны, шатался и спотыкался. Упав на землю, он громко хохотал. Видя удивительное расположение духа Мадхавендры Пури и Нитьянанды, ученики постоянно повторяли имя Хари. Опьянённые божественной любовью, ни один из них не знал, был ли сейчас день или ночь, время потеряло для них всякое значение. Мадхавендра Пури говорил:
Хотя я путешествовал по множеству святых тиртх, я нигде не смог найти такой божественной любви к Господу, как у тебя. Обретя общество такого друга, как Нитьянанда, я осознал милость Кришны. Кришна такой добрый! Где бы ни обрёл человек общество Нитьянанды, это место — больше, чем Вайкунтха и все святые тиртхи вместе взятые. Если человек просто слышит о преданности такой души, как Нитьянанда, он обязательно достигнет Кришны. И у кого хоть на йоту есть отвращение к Нитьянанде, того никогда не полюбит Кришна, даже если это преданный Кришны.
Таким образом Мадхавендра Пури постоянно прославлял Нитьянанду и служил ему с любовью и вниманием. Сам Нитьянанда считал Мадхавендру Пури своим гуру и вёл себя соответствующе. Таким образом, проведя некоторое время в обществе Мадхавендры Пури, Нитьянанда отправился в путешествие к мосту Рамы, известному как Сетубандха, на самом юге Индии, а Мадхавендра Пури направился к реке Сараю. Полностью погруженные в Кришну, оба они совершенно ничего не помнили о своих физических телах. Полностью забыв о себе, они проводили дни, мучаясь от разлуки друг с другом.

### Нитьянанда получает даршан Джаганнатха в Пури
Таким образом скитался Нитьянанда, переживая экстаз божественной любви, и через некоторое время он прибыл в Сетубандху, к мосту Рамы. Совершив омовение в гхате возле Дана-тиртхи, он отправился к Рамешвару, а оттуда пошел в Виджаянагар. Посетив Маяпури, Аванти и Годавари, Нитьянанда появился возле сиденья Джиюр-Нрисимхадева. Он посетил Тирумалу и священный храм Курманатхи. Наконец он отправился на даршан к Джаганнатхе в Пури.
Как только Нитьянанда вошёл в Пури, он упал в обморок при виде чакры на храме Джаганнатхи. Получив даршан Джаганнатхи и увидев его форму, Нитьянанда потерял сознание в экстазе, и, придя в себя, снова тут же упал в обморок. Это повторилось несколько раз. Нитьянанда весь дрожал, потел, слёзы радости лились на землю и он выкрикивал громким голосом слова экстаза. Проведя некоторое время в Пури, Нитьянанда продолжил своё путешествие и посетил Гангасагар — место, где Ганга впадает в океан.

### Возвращение во Вриндаван
Посетив таким образом святые тиртхи, Нитьянанда вернулся в Матхуру. Он поселился во Вриндаване и жил там, день и ночь погружённый в мысли о Кришне. Он ничего не ел и лишь время от времени пил немного молока, если кто-то его приносил. Нитьянанда думал про себя: «Чайтанья живёт в Навадвипе, но его божественная слава остается скрытой. Как только он решит проявить свою божественность, я тут же отправлюсь в Навадвипу и исполню свою роль в служении ему».
Таким образом, приняв решение, Нитьянанда не шёл в Навадвипу и не покидал Матхуры. Он постоянно резвился в водах Ямуны и играл с детьми в пыли Вриндавана.

### Джагай и Мадхай
История с Джагаем и Мадхаем является одним из самых известных эпизодов из жизни Нитьянанды и Чайтаньи. Существует несколько версий этой истории, которые различаются в некоторых деталях, но в общем она заключается в следующем:
Однажды, в то время когда Нитьянанда воспевал имена Кришны на улице, на него напали двое братьев-разбойников Джагай и Мадхай. Мадхай бросил в Нитьянанду глиняный горшок, который поранил ему голову. Как только Чайтанья услышал о случившемся, он немедля прибежал на место происшествия и уже хотел покончить с двумя бандитами с помощью своего божественного оружия Сударшана чакры, но Нитьянанда упросил Чайтанью пощадить их. Тронутые смирением и состраданием, проявленным Нитьянандой, бандиты раскаялись в содеянном и стали учениками Чайтаньи, навсегда отказавшись от своей разбойничьей деятельности.

### Уход
Год ухода Нитьянанды точно не известен — согласно одной из версий — 1541 год.

## Основные имена Нитьянанды
Из писаний Сарвабхаумы Бхаттачарьи:
- Нитьянанда — Воплощение вечного блаженства
- Авадхутенду — Луна святых сумасшедших
- Кришнапремапрада — Дающий экстатическую любовь к Кришне
- Прабху — Господин и учитель преданных
- Падмаватисута — Любимый сын Падмавати
- Шачинанданапурваджа — Старший брат сына Шачи
- Бхавонматта — Сходящий с ума от переполняющего экстаза
- Джагатрата — Спаситель вселенной
- Рактагауракалевара — Тот, чья кожа золотистого цвета с красным оттенком